# Harry Potter: Quidditch Champions
Harry Potter: Quidditch Champions, en España Harry Potter: Campeones de Quidditch, es un videojuego de deportes desarrollado por Unbroken Studios y publicado por Warner Bros. Games bajo su sello Portkey Games. El juego se centra en el deporte Quidditch, relacionado con Harry Potter. El jugador controla un personaje que ocupa una posición específica en este deporte y participa en aventuras con escobas y modos competitivos de multijugador.
El desarrollo comenzó varios años antes de su anuncio en abril de 2023, cuando Warner Bros. Games lanzó un primer vistazo junto con una prueba limitada del juego. Quidditch Champions está programado para ser publicado en Windows y en consolas aún no especificadas, además, su fecha de lanzamiento está previsto para el 3 de septiembre de 2024.

## Jugabilidad
Harry Potter: Quidditch Champions es un videojuego de deportes multijugador centrado en la competición. El juego gira en torno al Quidditch, un deporte popular en el universo de Harry Potter. Los jugadores pueden personalizar su personaje y seleccionar entre cuatro posiciones diferentes: Chaser, Seeker, Beater y Keeper. Quidditch Champions ofrece una experiencia inmersiva de Quidditch que incluye una variedad de aventuras con escobas y modos multijugador competitivos que permiten a los jugadores participar en el deporte con sus amigos.

## Desarrollo
Harry Potter: Quidditch Champions está siendo desarrollado por Unbroken Studiosy será publicado por Warner Bros. Games bajo su sello Portkey Games. El desarrollo del juego comenzó varios años antes de su anuncio de 2023. Su creación se anunció luego de 20 años del anterior juego con temática de Quidditch, Harry Potter: Quidditch World Cup (2003). El estilo visual del juego es distinto de otros juegos de Harry Potter como Hogwarts Legacy, ya que se esfuerza por tener una apariencia más estilizada y parecida a un dibujo animado. A pesar de estar ambientado en el universo Wizarding World, el juego no es una adaptación directa de los libros o películas. Los desarrolladores del juego han tratado de esforzarse por mantener la autenticidad de la visión original de JK Rowling y al mismo tiempo introducir elementos innovadores que permiten a los fanáticos explorar el mundo de la magia de maneras nuevas y emocionantes. Rowling no tiene participación directa en el desarrollo del juego.
En mayo de 2023 aparecieron imágenes del juego en Reddit y sitios web similares. Warner Bros. rápidamente tomó medidas y eliminó cualquier contenido filtrado de una prueba de juego reciente. En agosto de 2023, se filtraron imágenes adicionales en las que los jugadores asumen el papel de personajes conocidos como Harry Potter y Ron Weasley.

### Lanzamiento
En abril de 2023 Warner Bros. Games presentó el primer vistazo de Quidditch Champions junto al anuncio de una prueba de juego limitada para el mismo. La fecha de lanzamiento del juego fue confirmada para el 3 de septiembre de 2024, además de que saldrá para PlayStation 5, Nintendo Switch, PlayStation 4, Xbox One, Xbox Series X|S y Microsoft Windows. GamesRadar+ notó que algunos fanáticos expresaron críticas hacia el anuncio, citando la ausencia de Quidditch en el recientemente lanzado Hogwarts Legacy.